# منطقه حفاظت شده مرکزی
منطقه حفاظت شده مرکزی (به لاتین: Central Conservation Area) یک منطقهٔ مسکونی در کاستاریکا است که در San José Province, Alajuela Province, Cartago Province, Heredia Province, Puntarenas Province, Costa Rica واقع شده‌است.